# Corazón: Diario de un niño
Corazón: Diario de un niño es un libro de cuentos escrito por el autor italiano Edmundo de Amicis en 1886. El título original en italiano es Cuore (Corazón).
La obra tuvo un gran éxito, y alcanzó las 41 ediciones a los dos meses y medio de su publicación; en ella se cuentan, en forma de diario, las vivencias de un niño italiano, originario de Turín llamado Enrico en su escuela, con sus compañeros de clases, intercalando cartas de sus padres y cuentos cortos (relato mensual). Narra cómo experimenta situaciones que le hacen ir creciendo emocionalmente. Es un libro pensado para conmover, con fuertes imágenes de sacrificio (sobre todo en los relatos mensuales) y en donde se destacan los valores familiares, humanos y espirituales, y el patriotismo. Destacan igualmente las bellas ilustraciones de Ferraguti, Nardi y Sartorio.
Ha sido adaptada varias veces al cine. Destaca la versión de Luigi Comencini, una serie de televisión para la RAI.
Uno de los cuentos incluidos dentro de la novela es el famoso De los Apeninos a los Andes, base de la exitosa serie anime Marco, de los Apeninos a los Andes. El cuento también fue adaptado para la coproducción ítalo-argentina Dagli Appennini alle Ande de 1960.
Tuvo una continuación titulada Testa (Cabeza), escrita en 1887 por Paolo Mantegazza, amigo de Amicis, y que narra las experiencias de Enrico entrado en la adolescencia. Era el libro favorito de Charles de Gaulle.

## Personajes

### Familia Bottini
- Enrico Bottini: Narrador y protagonista de la novela. Estudiante promedio que está ansioso por aprender cosas y conocer gente en su salón de clases.
- Alberto Bottini: es el padre de Enrico. Es severo pero cariñoso. Trabaja como ingeniero.
- Sra. Bottini: la madre de Enrico. Ama de casa tradicional, cariñosa pero dura.
- Silvia Bottini: la hermana mayor de Enrico y de Nino. Ella también se preocupa por él y sus estudios, y una vez renunció desinteresadamente a salir con amigas para cuidarlo mientras estaba enfermo en cama.
- Nino Bottini: el hermano menor de Enrico y de Silvia que estudia con la Sra. Delcati. No aparece mucho en el diario de Enrico, ya que no le escribe cartas a diferencia de sus padres y de su hermana Silvia.

### Compañeros de clase de Enrique
- Antonio Rabucco: Conocido como "el albañilito" por el oficio de su padre, es el más  joven de la clase.
- Ernesto Derossi: Campeón de la clase, quien siempre gana la máxima medalla de la clase todos los meses. Es inteligente por naturaleza, por lo que no necesita estudiar mucho. A pesar de su destreza, es humilde y no altivo.
- Garrone: Con casi 14 años, es el mayor de la clase. Protege a sus débiles compañeros de clase Nelli y Crossi, y como el mayor de la clase es el ejecutor de facto.
- Pietro Precossi: Hijo de un herrero que lo golpea. En un momento, su padre deja de golpearlo y comienza a estudiar con suficiente entusiasmo para ganar la medalla de subcampeón de la clase.
- Carlo Nobis: Altivo porque sus padres son ricos. Sin embargo, su padre lo obliga a disculparse con Betti cuando Carlo insulta a Betti y a su padre, un minero del carbón.
- Stardi: el eterno retador de medallas de Derossi junto con Votini. Le gusta leer libros, aunque no tiene muchos de ellos.
- Betti: Hijo de un minero del carbón.
- Votini: Principal contendiente a la máxima medalla, en un punto otros se burlan de su envidia por Derossi.
- Crossi: Un chico pelirrojo con un brazo paralizado (usa cabestrillo). Suele ser víctima de los matones.
- Nelli: niño jorobado, quien suele ser intimidado por ello. Garrone se convierte en su protector.
- Coraci: Chico moreno de Calabria, en el sur de Italia.
- Garoffi: hábil comerciante de juguetes y cromos. Es hijo de un farmacéutico.
- Franti: Joven malo y cruel. Mal estudiante, bravucón que molesta a la gente, odia aprender, a sus compañeros y al maestro, y se ríe en situaciones serias. También es un cobarde, pues tiene miedo de Garrone, pero cuando él no mira,  acosa y pega a Antonio Rabucco. Ha sido expulsado de otra escuela antes y es expulsado de la escuela después de que enciende un petardo que provoca una gran explosión.

### Profesores
- Sr. Perboni: El profesor de Enrico. Un hombre amable y afable que rara vez se enoja, pero que es severo con sus alumnos cuando hacen algo malo. Es un soltero de toda la vida que considera a sus alumnos su familia.
- Sra. Delcati: maestra de grado anterior de Enrico, quien ahora enseña a su hermano Nino.